# Magdolna Gulyás
Pour les articles homonymes, voir Gulyás.
Magdolna Gulyás (-Szabics), née le 7 juillet 1949 à Karcag et morte le 14 juin 2014 à Budapest, est une joueuse hongroise de basket-ball.

## Carrière
Elle est sixième du Championnat d'Europe féminin juniors en 1967.
Avec l'équipe de Hongrie féminine de basket-ball, elle se classe 10e du Championnat d'Europe 1974, 6e du Championnat d'Europe 1972, 4e du Championnat d'Europe 1974, 9e du Championnat du monde 1975, 8e du Championnat d'Europe 1976, 6e du Championnat d'Europe 1978, 4e du tournoi féminin de basket-ball aux Jeux olympiques d'été de 1980 et 7e du Championnat d'Europe 1980.

## Famille
Elle est la sœur des joueuses de basket-ball Éva et Ildikó Gulyás.